# Lotar Olias
Lotar Olias (* 23. Dezember 1913 in Königsberg in Preußen; † 21. Oktober 1990 in Hamburg) war ein deutscher Komponist und Textdichter der 1930er bis 1960er Jahre, der oft in Partnerschaft mit den Textdichtern Peter Moesser, Günter Loose, Max Colpet sowie Fritz Graßhoff zusammenarbeitete. Als Produzent von Freddy Quinn gelangen ihm in den 1950er und 1960er Jahren vier Millionenseller. Damit ist Olias bis heute der erfolgreichste Musikproduzent Deutschlands. 

## Leben
Olias besuchte das  Klindworth-Scharwenka-Konservatorium in Berlin, wo Moritz Mayer-Mahr und Institutsleiter Robert Robitschek seine Lehrer waren. Bereits zu dieser Zeit komponierte er Chansons für Sänger wie Max Hansen und Lucienne Boyer. Er verfasste dann Revuen für den Berliner Wintergarten und Hamburgs Planten un Blomen. 1937 schrieb er für einige Kurzfilme seine ersten Filmmusiken.
Olias trat zum 1. Februar 1933 der NSDAP bei (Mitgliedsnummer 1.478.935) und wurde NSDAP-Kulturwart der Ortsgruppe Wartburgplatz in Berlin. Für die nationalsozialistischen Machthaber schrieb er in den 1930er Jahren mehrere Titel nationalsozialistischen Inhalts. Hierzu gehören unter anderem der SA-Totenmarsch, Braun und grau und der Amtswaltermarsch (Textauszug hieraus: „Gott segne unser’n Führer und das Werk seiner Tat. Daß er uns allzeit schütze vor Juda und Verrat.“). Trotzdem gehörte Olias nicht zu den Haus- und Hofkomponisten der NS-Führung. Im Zweiten Weltkrieg war Olias Leiter des Fronttheaters Der Knobelbecher. 1941 komponierte er zwei Durchhaltelieder: Wann ist Frieden in Berlin und Einmal geht der große Krieg zu Ende, die auf Schallplatte eingespielt wurden und in denen er den Gesangspart übernahm.
1939 kehrte Olias nach Hamburg zurück. Nach Kriegsende beteiligte er sich 1945 an der Gründung des Hamburger literarischen Kabaretts „Bonbonnière“, für das er komponierte und textete. Da er keine größeren Aufträge erhielt, musste er sich jahrelang zusätzlich mit Rummelplatz-Jobs, als Musiker auf Hochzeiten und als Modenschau-Präsentator über Wasser halten.

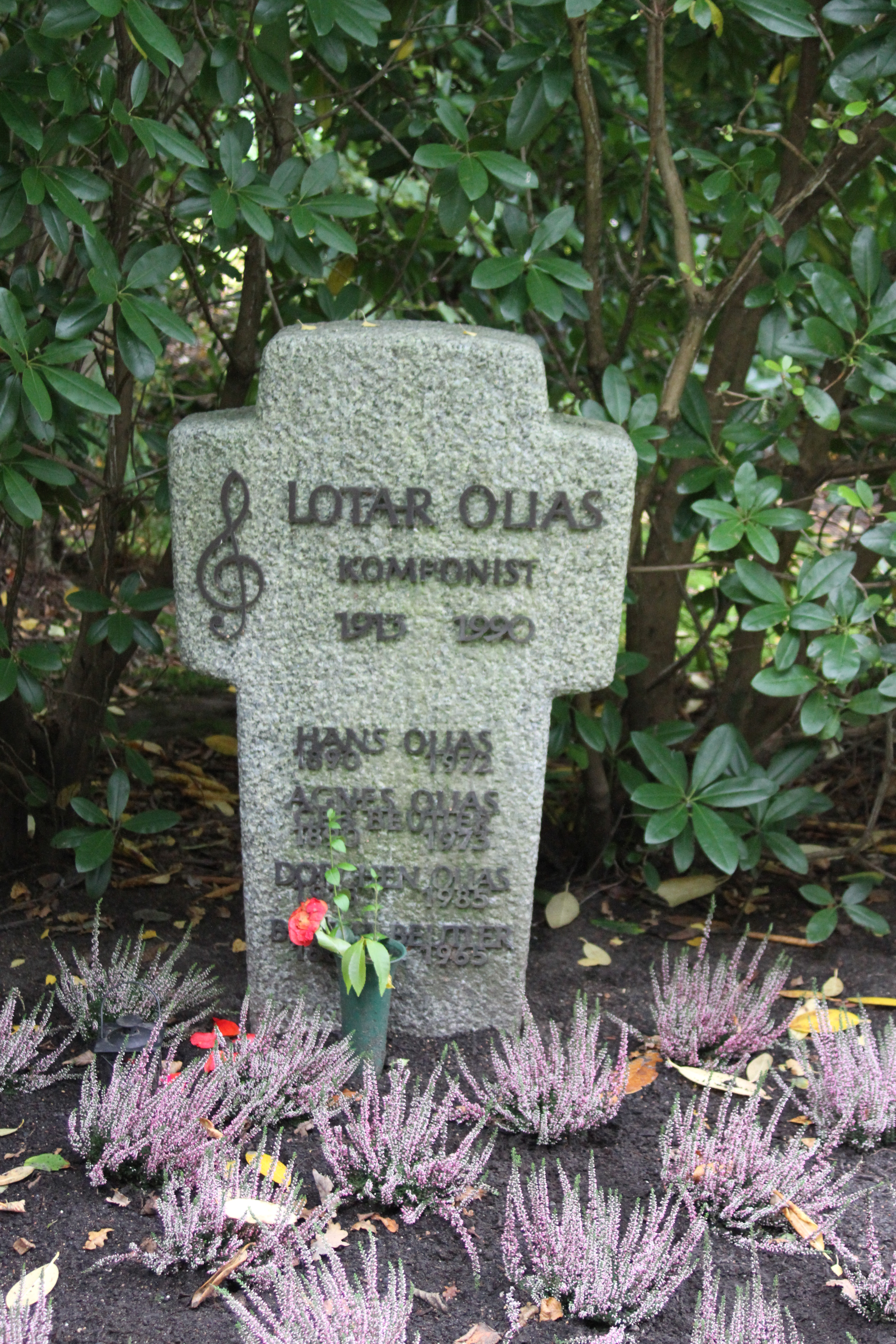
Grabstein von Lotar Olias auf dem Friedhof Ohlsdorf

1949 gelang ihm dann der Durchbruch zum gefragten Schlager- und Filmmusikkomponisten. Er schrieb neben Schlagern und Musicals Filmmusiken zu über 40 Filmen der 1950er und 1960er Jahre. Besonders die von Freddy Quinn gesungenen Titel wurden zu großen Publikumserfolgen und gelten heute als Evergreens. Olias komponierte bis 1964 auch regelmäßig die Musik zu den Filmen, in denen Quinn als Hauptdarsteller zu sehen war. Mit So geht das jede Nacht trat Freddy Quinn beim Grand Prix Eurovision de la Chanson 1956 in Lugano an. 
Lotar Olias starb 1990 an den Folgen von schweren Durchblutungsstörungen. Olias ruht auf dem Friedhof Ohlsdorf.

## Ehrungen
- 1987: Paul-Lincke-Ring
- 1989: Biermann-Ratjen-Medaille

## Werke

### Musicals
- Wenn die Großstadt schläft (1949)
- Heimweh nach St. Pauli (1954, Neufassung 1962)
- Prairie-Saloon (1958)
- Charley’s neue Tante (1966)
- Millionen für Penny (1967)
- Der Geldschrank steht im Fenster (1971)

### Schlager (Auswahl)
- Auch Matrosen haben eine Heimat (1949)
- Wenn die Männer wüßten (1951)
- Du, du, du, laß mein kleines Herz in Ruh (1954)
- Ich hab Heimweh nach St. Pauli (1954)
- Über den Dächern von Hamburg
- So ein Tag, so wunderschön wie heute (1954)
- You, you, you/Du, du, du (von Marlene Dietrich interpretiert)
- Es fährt auf seiner Troika Mr. Moneymaker mit der Balalaika
- Junge, komm bald wieder (1954)
- Rosalie (1956)
- Heimatlos (1957)
- Einmal in Tampico (1957)
- Blue Mirage
- Die Gitarre und das Meer (1959)
- Unter fremden Sternen (Fährt ein weißes Schiff nach Hongkong, 1959)
- My Love
- Lotars Theme
- La Guitarra Brasiliana (1960)
- Eine Handvoll Reis (1966)
- Wir (1966, gesungen von Freddy Quinn, 1987 von den Toten Hosen aufgegriffen)
- Gottes Kinder brauchen keine Schuhe (interpretiert von Lys Assia)

### Filmografie
- 1937: Ein kleiner Reinfall (Kurzfilm)
- 1937: Ruhe ist die erste Bürgerpflicht (Kurzfilm)
- 1949: Artistenblut
- 1951: Die Frauen des Herrn S.
- 1951: Der schweigende Mund
- 1951: Das späte Mädchen
- 1952: Der Weg zu Dir
- 1952: Das kann jedem passieren
- 1952: Die Diebin von Bagdad
- 1952: Fritz und Friederike
- 1953: Alles für Papa
- 1953: Salto Mortale
- 1953: Der Onkel aus Amerika
- 1953: Hochzeit auf Reisen
- 1954: Tanz in der Sonne
- 1954: Geld aus der Luft
- 1954: Rosen aus dem Süden
- 1954: Verliebte Leute
- 1955: Ja, so ist das mit der Liebe (Ehesanatorium)
- 1956: Kaiserball
- 1956: Symphonie in Gold
- 1956: Saison in Oberbayern
- 1956: Bonsoir Paris
- 1957: Vier Mädels aus der Wachau
- 1957: Das Glück liegt auf der Straße
- 1957: Die große Chance
- 1958: Schwarzwälder Kirsch
- 1958: Heimatlos
- 1959: Freddy, die Gitarre und das Meer
- 1959: Freddy unter fremden Sternen
- 1959: Der lustige Krieg des Hauptmann Pedro
- 1959: Der blaue Nachtfalter
- 1959: Die Nacht vor der Premiere
- 1960: Freddy und die Melodie der Nacht
- 1960: Weit ist der Weg
- 1961: Nur der Wind
- 1961: Freddy und der Millionär
- 1962: Freddy und das Lied der Südsee
- 1963: Heimweh nach St. Pauli
- 1964: Freddy und das Lied der Prärie
- 1964: Freddy, Tiere, Sensationen
- 1966: Prairie-Saloon